# Греция на летних Олимпийских играх 1980
Греция принимала участие в Летних Олимпийских играх 1980 года в Москве (СССР) в девятнадцатый раз за свою историю, и завоевала две бронзовые и одну золотую медали. Сборную страны представляли 3 женщины.

## 01!Золото
- Греко-римская борьба, мужчины — Стелиос Мигиакис.

## 03!Бронза
- Борьба, мужчины — Георгиос Хатцииоаннидис
- Парусный спорт, мужчины — Tasos Boudouris, Tasos Gavrilis и Aristidis Rapanakis.

## Результаты соревнований

### Академическая гребля
В следующий раунд из каждого заезда проходили несколько лучших экипажей (в зависимости от дисциплины). В финал A выходили 6 сильнейших экипажей, ещё 6 экипажей, выбывших в полуфинале, распределяли места в малом финале B.
Мужчины
| Соревнование | Спортсмены                           | Предварительный заезд | Предварительный заезд | Предварительный заезд | Отборочный заезд | Отборочный заезд | Отборочный заезд | Полуфинал             | Полуфинал             | Полуфинал             | Финал                 | Финал                 | Итоговое место        |                       |
| Соревнование | Спортсмены                           | Заезд                 | Время                 | Место                 | Заезд            | Время            | Место            | Заезд                 | Время                 | Место                 | Время                 | Место                 | Итоговое место        |                       |
| ------------ | ------------------------------------ | --------------------- | --------------------- | --------------------- | ---------------- | ---------------- | ---------------- | --------------------- | --------------------- | --------------------- | --------------------- | --------------------- | --------------------- | --------------------- |
| одиночки     | Костас Контоманолис                  | 1                     | 7:55,61               | 2 Q                   | не участвовал    | не участвовал    | не участвовал    | 2                     | 7:23,15               | 4                     | Финал B               | Финал B               | 8                     |                       |
| одиночки     | Костас Контоманолис                  | 1                     | 7:55,61               | 2 Q                   | не участвовал    | не участвовал    | не участвовал    | 2                     | 7:23,15               | 4                     | 7:20,29               | 2                     | 8                     |                       |
| двойки       | Николаос Иоаннидис Георгис Куркумбас | 1                     | 7:58,37               | 5                     | 1                | 7:24,93          | 5                | завершили выступление | завершили выступление | завершили выступление | завершили выступление | завершили выступление | завершили выступление | завершили выступление |